# باب بنسون
باب بنسون (به انگلیسی: Bob Benson) بازیکن فوتبال زادهٔ ۹ فوریه ۱۸۸۳ اهل انگلستان بود که سابقهٔ بازی در تیم ملی فوتبال انگلستان را در کارنامهٔ خود دارد. وی در تاریخ ۱۵ فوریه ۱۹۱۳ تنها بازی ملی خود را در مقابل تیم ملی فوتبال ایرلند انجام داد.